# Ophthalmitis punctifascia
Ophthalmitis punctifascia är en fjärilsart som beskrevs av Holloway 1976. Ophthalmitis punctifascia ingår i släktet Ophthalmitis och familjen mätare. Inga underarter finns listade i Catalogue of Life.